# Gabriel Sargissian

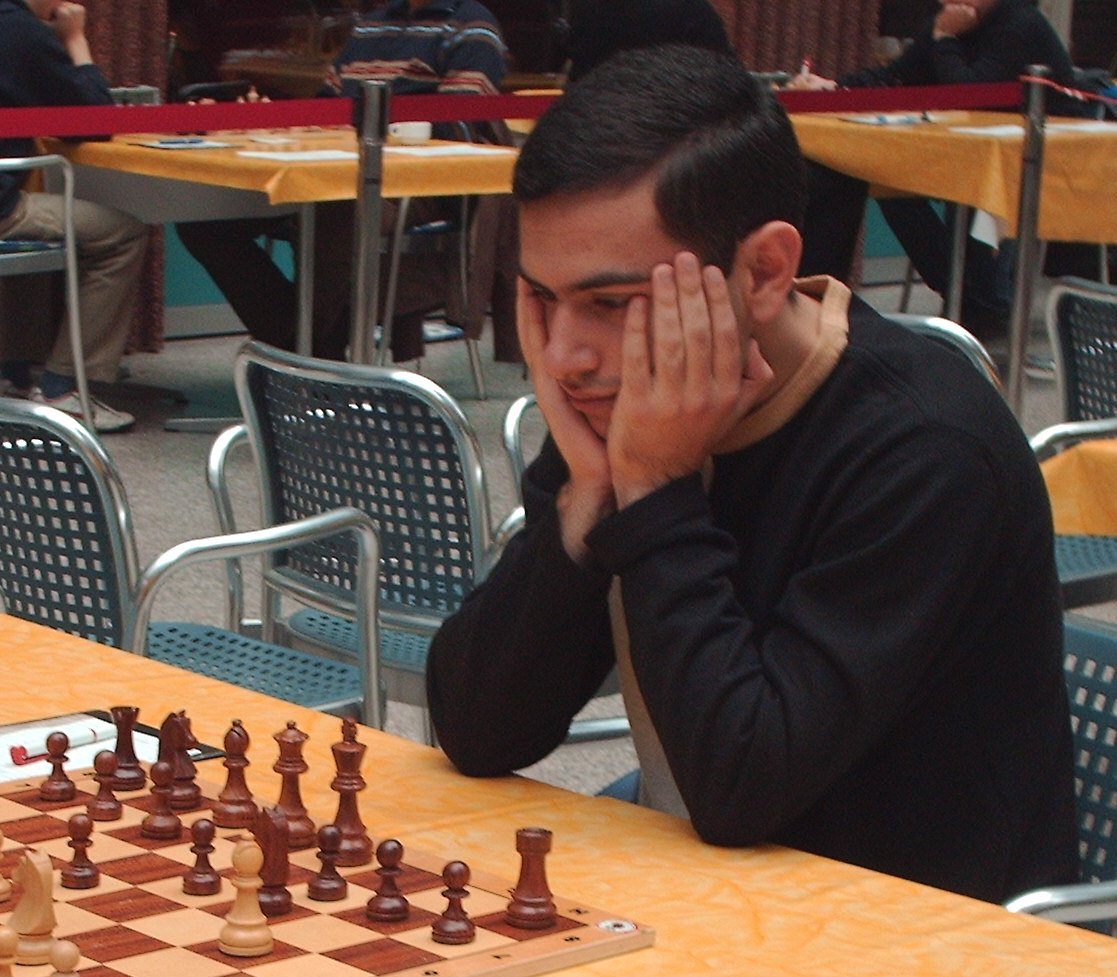
Gabriel Sargissian (2006)

Gabriel Sargissian (Armeens: Գաբրիել Ազատի Սարգսյան) (Jerevan, 3 september 1983) is een Armeens schaker. Sinds 2002 is hij een grootmeester (GM).
Hij maakte deel uit van het Armeense team dat kampioen werd op de Schaakolympiades van 2006, 2008 en 2012 en op het WK landenteams in 2011. Sargissian ontving in juni 2006 de Movses Khorenatsi medaille en kreeg de titel "Honoured Master of Sport of the Republic of Armenia" in 2009.

## Beginjaren
Sargissian werd geboren in Jerevan op 3 september 1983. Zijn grootvader leerde hem schaken toen hij zes jaar oud was.
Hij won het Wereldkampioenschap schaken voor jeugd, categorie tot 14 jaar, in 1996 en het Europees kampioenschap schaken voor jeugd, categorie tot 16 jaar, in 1998.
In 1998 werd hij een Internationaal Meester (IM).

## Schaakcarrière
- Sargissian won het kampioenschap van Armenië in 2000 en 2003.[4]
- In 2004 nam hij deel aan het FIDE Wereldkampioenschap schaken, waar hij in de eerste ronde werd uitgeschakeld door Sergej Tiviakov.[5]
- Ook in 2005 speelde hij mee in het toernooi om het kampioenschap van Armenië. Hij eindigde samen met Karen Asrian op de tweede plaats, beide spelers behaalden zeven punten. Ashot Anastasian werd de nieuwe kampioen met 7.5 uit 11.
- Sargissian won in 2006 het toernooi van Reykjavík.[6]
- In 2007 won hij het Ruy Lopez Festival (Zafra, Spanje, 16–25 maart) eindigend met 6.5 pt. uit 7, 2½ punt boven de rest, waaronder de spelers Ponomarjov, Sasikiran en Sokolov,[7] zijn performance rating was 3021.[8]
- Op het 8e Dubai Open in 2006, scoorde Sargissian 7 punten, waarmee hij gedeeld eerste werd met Sergej Fedortsjoek en Tigran L. Petrosian.[9][10]
- In 2008 werd hij derde op het tweede Ruy López International in Mérida, met 4.5 pt. uit 7.[11]
- In 2009 won hij het 18e jaarlijkse Chicago Open.[12]
- Hij kwalificeerde zich voor de Wereldbeker schaken 2009 en werd in ronde 1 uitgeschakeld door Li Chao.[13]
- Sargissian won in 2012 het 21e jaarlijkse Chicago Open met 7 pt. uit 9.[14]
- In 2014 werd Sargissian op het 23e jaarlijkse Chicago Open gedeeld 1e–2e met Priyadharshan Kannappan.[15]
- In 2015 werd hij gedeeld 1e–3e met Pentala Harikrishna en Laurent Fressinet op het 2e PokerStars Isle of Man internationaal schaaktoernooi in Douglas, op Man.[16]
- In december 2017 werd hij gedeeld 1e–3e met Hrant Melkoemjan en Sebastien Maze op het 9e CSC London Chess Classic FIDE Open.[17]
- In februari 2018 nam hij deel aan het Aeroflot Open met 92 deelnemers, waar hij achtste werd,[18] met 6 pt. uit 9 (+3 =6 –0).[19]

## Nationale teams

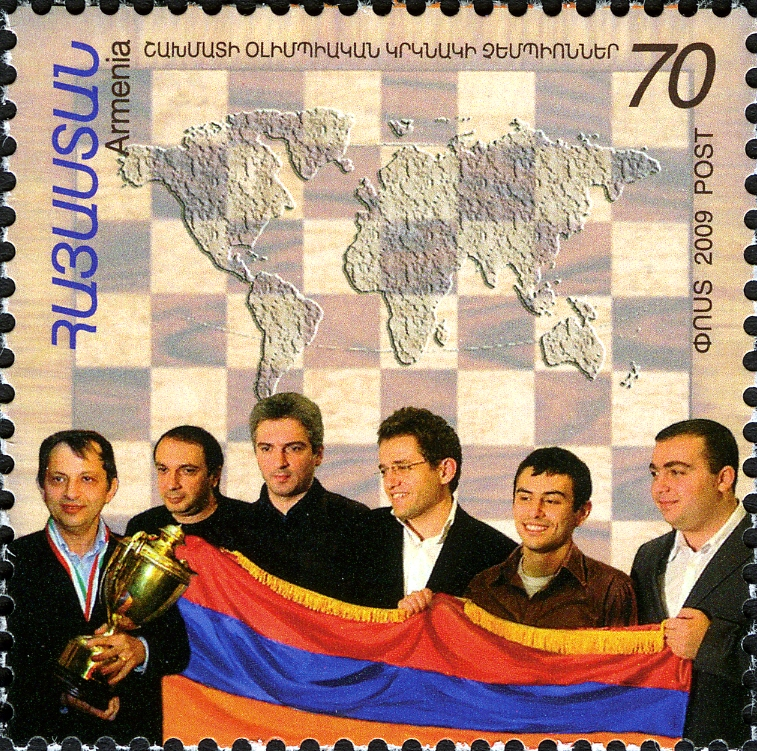
Sargissian (2e van rechts) met zijn teamgenoten bij de Schaakolympiade van 2008 op een Armeense postzegel uit 2009

Sargissian speelde voor Armenië in de Schaakolympiades van 2000, 2002, 2004, 2006, 2008, 2010 en 2012. Het Armeense team behaalde de bronzen medaille in 2002 en in 2004 en behaalde de gouden medaille in 2006, 2008 en 2012.
Toen het nationale Armeense team, met Sargissian aan het vijfde bord, voor de eerste keer een Schaakolympiade won, de Olympiade van 2006, eindigde Armenië met deze overwinning boven China en de Verenigde Staten.
Sargissian won in 2008 met het nationale Armeense team de 38e Schaakolympiade in Dresden. Dit was de tweede keer op rij dat Armenië een Schaakolympiade won. Hij speelde aan bord 3 en won van Aleksandr Grisjtsjoek, de enige partijwinst in de match tegen Rusland. Armenië eindigde uiteindelijk met een punt voorsprong op Israël. Sargissian won bij deze Schaakolympiade een gouden medaille voor zijn individuele prestatie aan het derde bord (+7 =4 −0 met een performance rating van 2869). De Armeense president Serzj Sarkisian woonde de Olympiade bij om het team te steunen. Na de Olympiade vloog het team samen met de president terug naar Armenië, in het presidentiële toestel, de Air Force Armenia One.
Armenië en Sargissian wonnen opnieuw de gouden medaille bij de 40e Schaakolympiade in 2012, in Istanboel. Voor Armenië was dit de derde keer dat een Olympiade werd gewonnen. Bij de uitreiking van de gouden medailles aan de spelers, waaronder ook Levon Aronian, werd de Armeense nationale hymne Mer Hayrenik gespeeld en werd de Armeense vlag gehesen. Bij terugkeer op Zvartnots Airport in Jerevan, werden de spelers door veel mensen welkom geheten.
Het Armeense nationale schaakteam, met Sargissian aan bord vier, won het Wereldkampioenschap schaken voor landenteams voor de eerste keer in 2011, in Ningbo.
Hij speelde voor Armenië in het Europees kampioenschap schaken voor landenteams in 2007, 2009, 2011, 2013, 2015 en 2017. Hij won met het team de zilveren medaille in 2007 en 2015, en een individuele gouden medaille in 2009. In november 2017 won Sargissian de zilveren medaille voor zijn individuele prestatie aan bord 3 met de score 6.5 pt. uit 9 (+4 =5), 2797 TPR.
Sargissian speelde voor "CA Linex Magic Mérida" (Spanje) in de 23e European Club Cup in Kemer 2007, waarbij het team de gouden medaille. Hij speelde voor "MIKA Yerevan" in de European Club Cup in 2008, 2009, 2010 en 2011.

## Onderscheidingen
In juni 2006 ontving Sargissian de Movses Khorenatsi medaille, in december 2009 de Medaille voor Diensten die bijdragen aan het Moederland en in juli 2012 de Ere-orde van de Republiek van Armenië.

## Schaakschool
In 2012 richtte Sargissian een schaakschool op in Jerevan, samen met Levon Aronian. Op deze school kan worden gestudeerd door de meest getalenteerde schakers met leeftijden tussen 10 en 18.

## Persoonlijk leven
Sargissian is gehuwd met Liana Avoyan, een alumnus van de Armeense Nationale Agrarische Universiteit. Het huwelijk werd gesloten op 28 juni 2013 in de Sint-Sarkiskathedraal in de Armeense hoofdstad Jerevan, in aanwezigheid van de Armeense president Serzj Sarkisian.